# Isoparorchis hypselobargi
Isoparorchis hypselobargi är en plattmaskart. Isoparorchis hypselobargi ingår i släktet Isoparorchis och familjen Isoparorchiidae. Inga underarter finns listade i Catalogue of Life.